# نان قهوه‌ای
نان قهوه‌ای نانی است که دارای مقادیر قابل توجهی آرد غلات کامل است، این نان معمولاً از گندم و گاهی با آرد ذرت یا چاودار درست می‌شود. رنگ تیره این نان‌ها از موادی مانند ملاس یا قهوه گرفته می‌شود. در کانادا، ایرلند و آفریقای جنوبی، نان گندم کامل است. در نیوانگلند و ماریتایمز، نان شیرین شده با ملاس است. در برخی از مناطق ایالات متحده، نان قهوه‌ای را نان گندم می‌نامند تا مکمل نان سفید باشد.
آرد گندم کامل که به جای جوانه برشته شده، حاوی جوانه گندم خام است، دارای سطوح بالاتری از گلوتاتیون می‌باشد و در نتیجه حجم نان کمتری را به همراه دارد.

## تاریخچه
قبل از سال ۱۸۴۸، در دوران قحطی بزرگ ایرلند، نان قهوه‌ای به فقرا داده می‌شد. در انگلستان نان قهوه‌ای از پودر قهوه‌ای تهیه می‌شد. در حوالی و قبل از سال ۱۸۴۵، کنجاله قهوه‌ای به عنوان یک محصول با کیفیت پایین در نظر گرفته می‌شد و بر این اساس قیمت گذاری می‌شد. با این حال، از سال ۱۸۶۵، به دلیل شناخت فواید سبوس، قیمت کنجاله قهوه ای در لندن تا حدی بیشتر از آرد خوب افزایش یافت.

### آسیاب آرد
از لحاظ تاریخی، پودر قهوه‌ای همان چیزی بود که پس از حذف حدود ۹۰ درصد از سبوس درشت، و ۷۴ درصد آندوسپرم خالص یا آرد ریز از غلات کامل باقی می‌ماند.

### رنگ
رنگ قهوه‌ای نان‌های سبوس‌دار ناشی از سرئالین است، کشفی که به هیپولیت مژ موریس فرانسوی نسبت داده می‌شود.سرئالین که یک اصل فعال یا تخمیر مشابه دیاستاز در نظر گرفته می‌شود، از لایه غلات سلول‌های مستطیلی شکلی که آسیابان‌ها آن را بخشی از سبوس می‌دانستند به دست می‌آید: بعداً آن را آردینه (گیاه‌شناسی) نامیدند.

## انواع

### ایرلندی

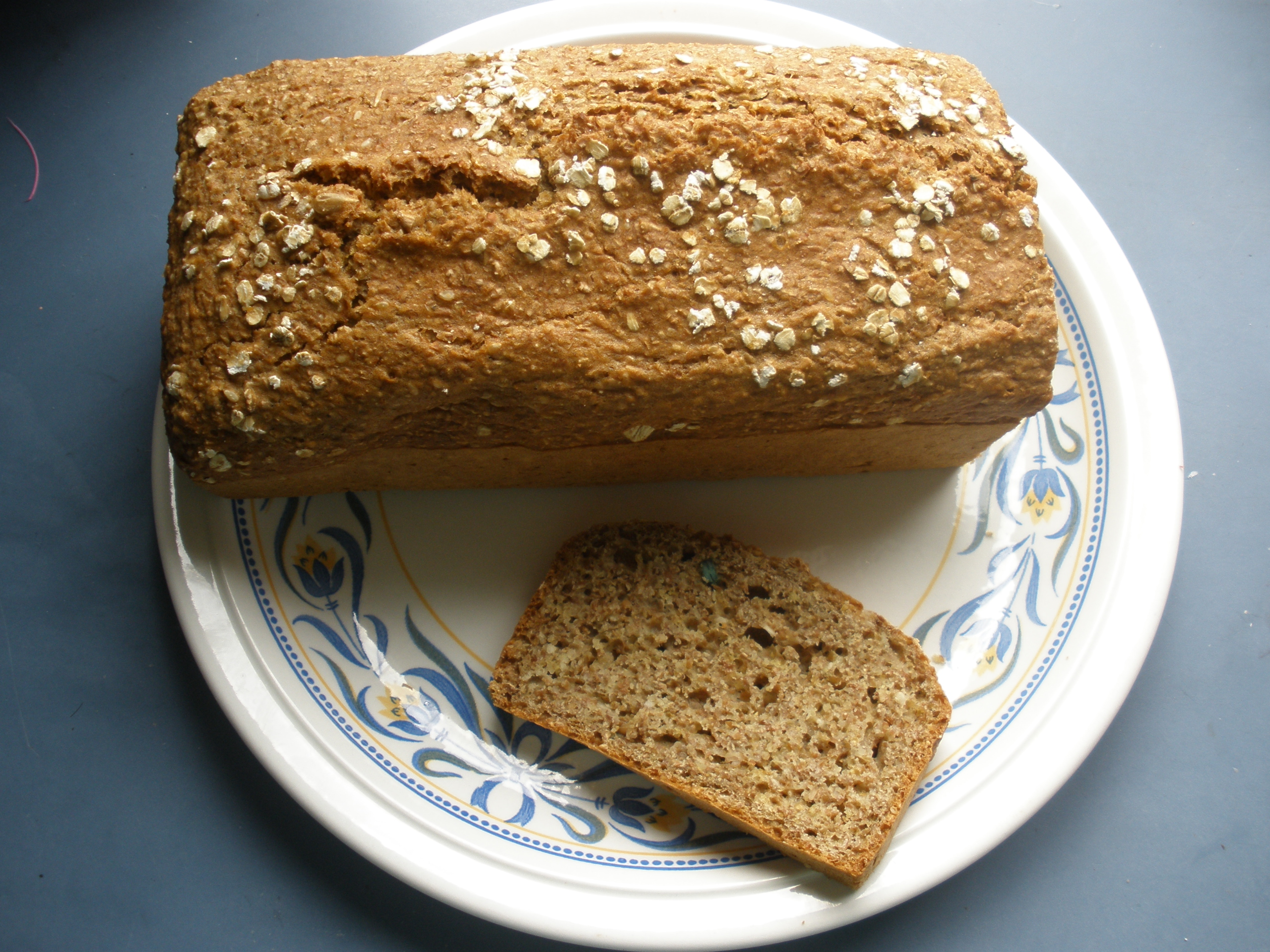
نان سودا خانگی ایرلندی

نان گندم ایرلندی نوعی نان سودا ایرلندی است که با آرد گندم کامل تهیه می‌شود.

### بورودینسکی

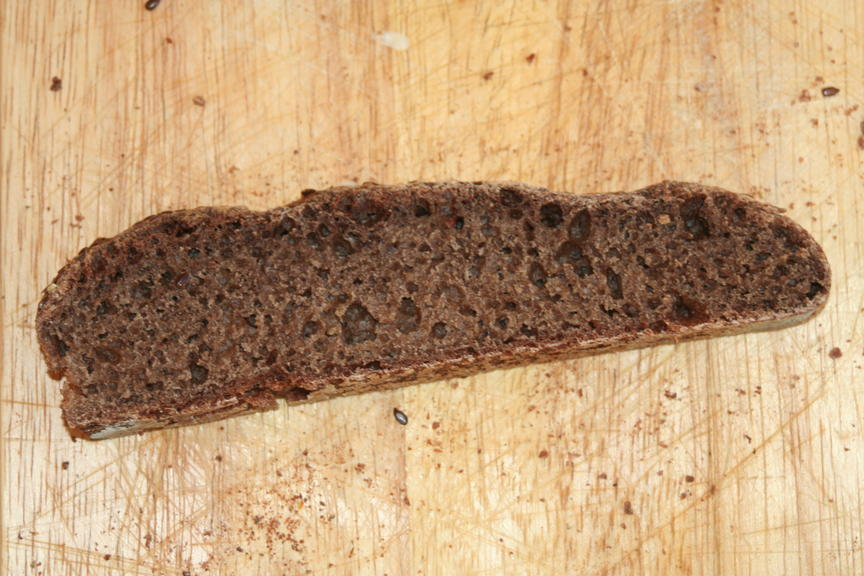
نان خمیر ترش شکلاتی

نان بورودینسکی یک نان چاودار کمی شیرین است که از خمیر ترش تهیه می‌شود و منشأ روسی دارد. این نان معمولاً با دانه‌های زیره و گشنیز طعم‌دار می‌شود و با ملاس شیرین می‌شود. این نام از نبرد بورودینو گرفته شده است و افسانه‌ها می‌گویند که توسط بیوه یکی از ژنرال‌های روسی که در آن نبرد جان باخت اختراع شد، اگرچه در واقعیت احتمالاً بسیار دیرتر، در پایان قرن نوزدهم ساخته شده است.

### بوستون
نان قهوه‌ای نیوانگلند یا بوستون نوعی نان بخارپز چند دانه تیره و کمی شیرین است که معمولاً با ملاس شیرین می‌شود و در نیوانگلند رایج است. نان مرطوب به رنگ تیره است و به‌طور سنتی با لوبیا پخته و هات داگ سرو می‌شود.

## نگارخانه

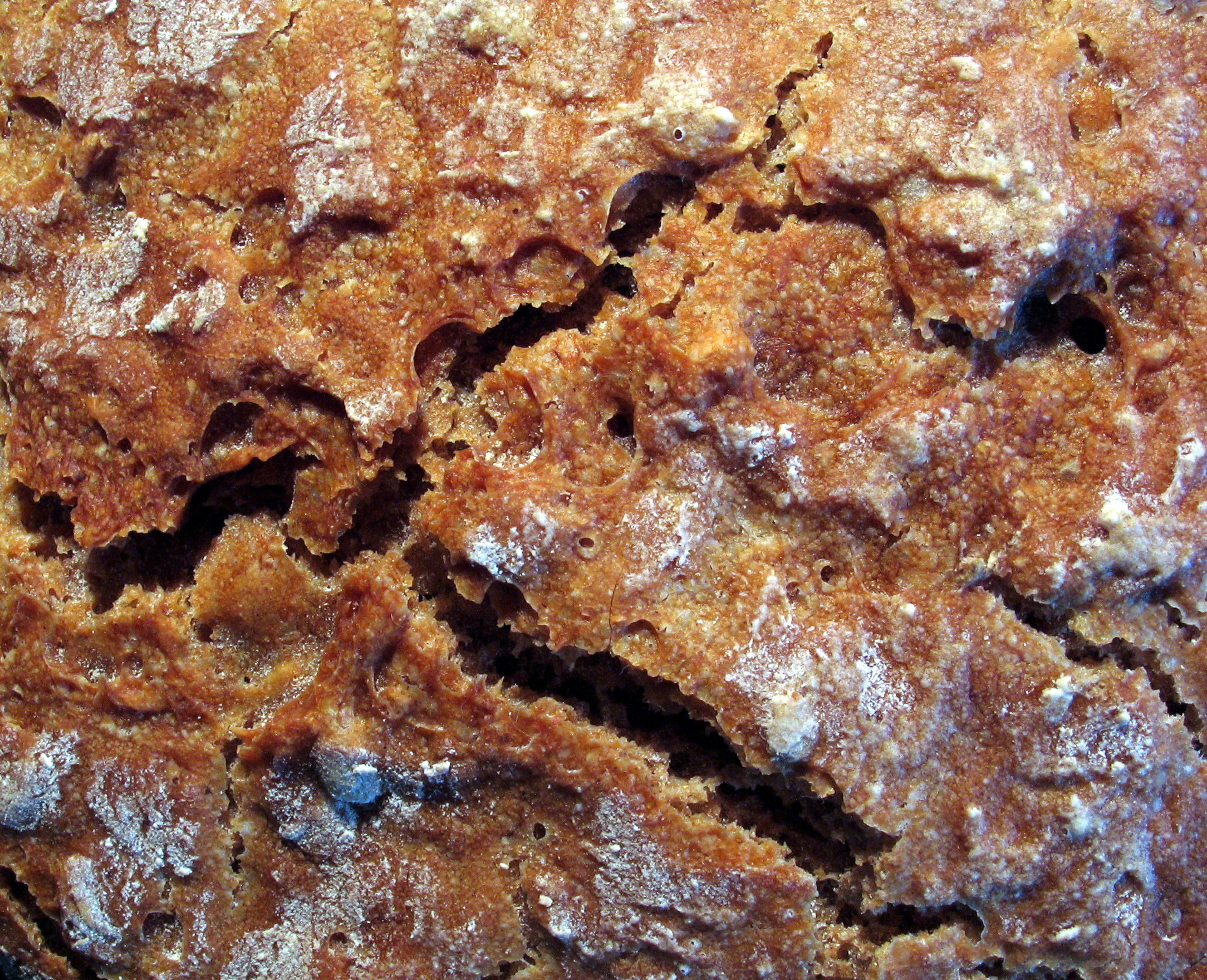
پوسته یک قرص نان قهوه‌ای
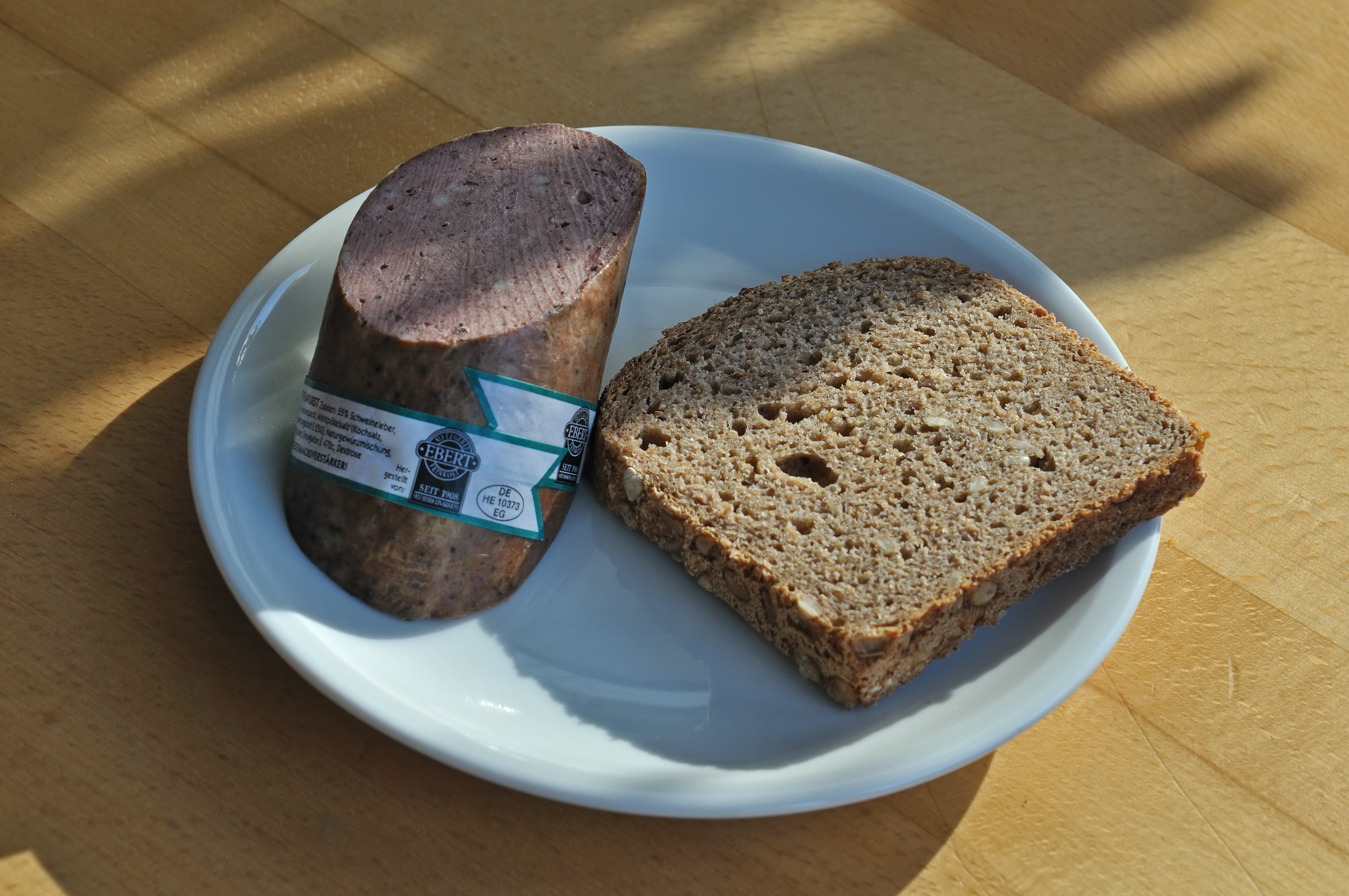
نان قهوه‌ای
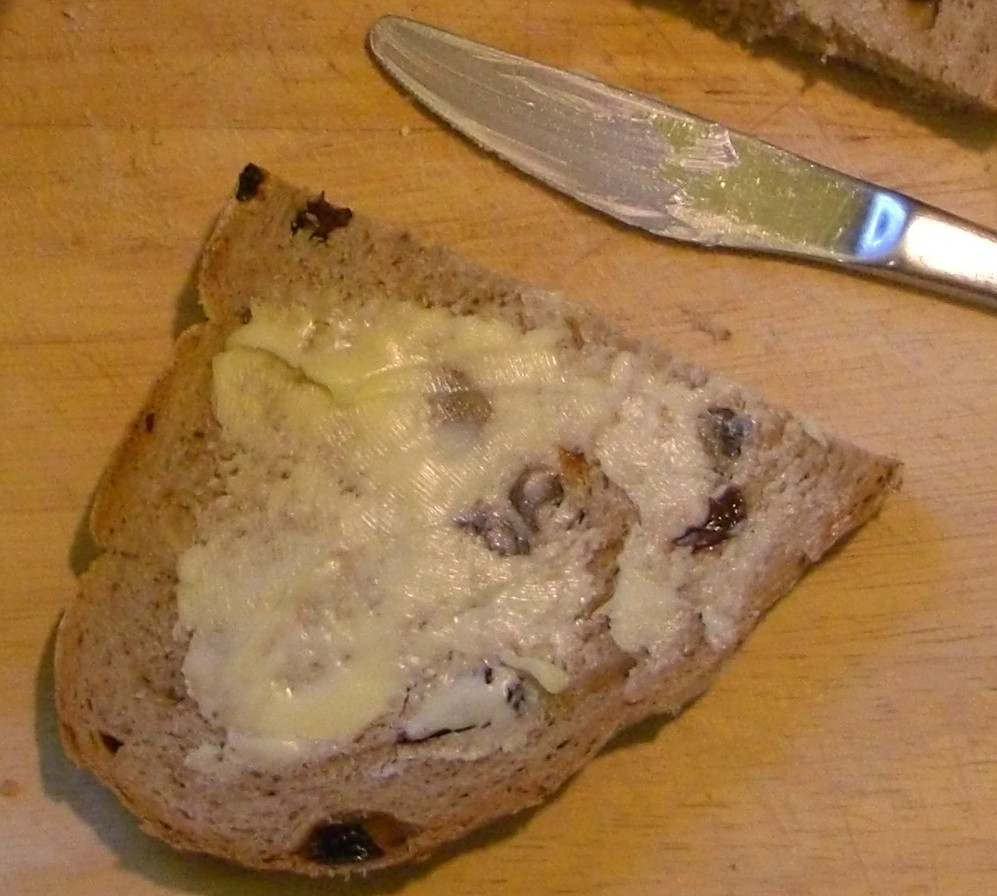
نان قهوه‌ای گردویی و کشمشی کره‌ای
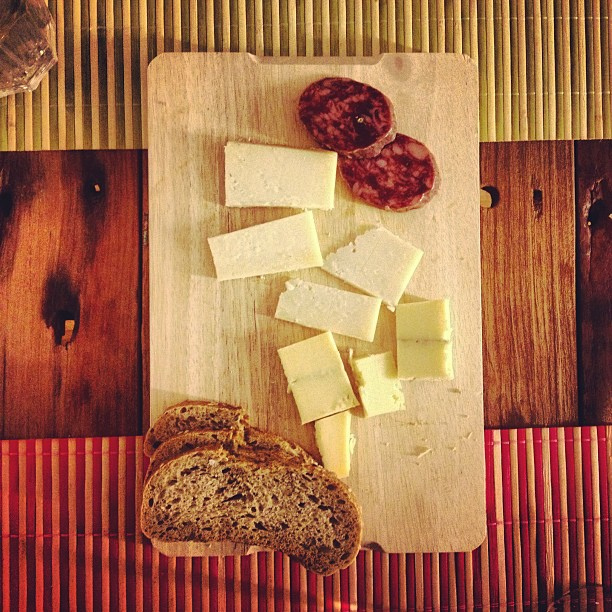
نان قهوه‌ای با پنیر و سوسیس سرو می‌شود